# グローバル・エクセレンス
グローバル・エクセレンス（Global excellence）は、かつて存在した航空連合。初の世界的規模での航空連合とも言われる。

## 概要
1996年、デルタ航空、スイス航空、シンガポール航空の三社の包括的な提携によって始まった。後に共同で世界一周航空券を出すなどしている。
ところが、筆頭格のデルタ航空がスターアライアンスやワンワールド系の航空会社と個別に提携を行い、一方他の二社もこの枠組みにとらわれない提携を初め（スイス航空は欧州の地域航空連合クオリフライヤーのリーダー格でもあった）、航空連合として成熟しないまま宙に浮いた状態となってしまう。
2000年にはシンガポール航空はスターアライアンスに加盟、この時点でグローバル・エクセレンスを脱退し、残るは二社だけとなった。アジアの航空会社が抜けたことから、名称を「アトランティック（大西洋）・エクセレンス」に変更している。
その後スイス航空は倒産、スイス インターナショナル エアラインズにその路線網が引き継がれ、後にシンガポール航空と同じスターアライアンス加盟となる。一方デルタ航空は、当時米国側に有力な提携航空会社の無かったエールフランスとの提携を模索、結果的にスカイチームを結成した。これにより、アトランティック・エクセレンスは消滅した。

## かつての加盟会社
- デルタ航空
- スイス航空（現存しない）
- シンガポール航空（2000年に脱退）